# Churún Merú (1972)
Churún Merú es un documental venezolano de 1972, creado y producido por Renny Ottolina para Venezolana de Televisión en 1972. Es considerado una de las obras audiovisuales más importantes de la televisión y cine venezolano, ya que fue la primera producción Venezolana en ser filmada completamente a color y fue la primera expedición científica Venezolana en documentar el Salto Ángel en el Parque nacional Canaima.
Producido por Arnoldo Paolini y Oscar Duque, y con la expedición a cargo de Rudy Trufino, la producción no solo contó con la documentación geográfica de la expedición sino que además contó con números musicales y presentaciones de cuerpos de bailes.
Estuvo protagonizado por el mismo, Renny Ottolina, junto a Norah Suárez, José Luis Rodríguez "El Puma" y Carlos Moreán.

## Reparto
- Renny Ottolina
- Norah Suárez[4]
- José Luis Rodríguez "El Puma"
- Carlos Moreán

## Legado histórico

### Valor científico
Esta fue la segunda expedición en documentar el Parque Nacional Canaima, los primeros en llegar y documentar fueron de nacionalidad alemana, sin embargo la producción de Renny Ottolina en septiembre de 1972 se puso en marcha para documentar no sólo el Salto Ángel sino las características geográficas e hidrográficas de Canaima, algo que representó un conocimiento más profundo de la selva amazónica venezolana.

### Valor audiovisual
Fue la primera producción Venezolana en ser filmada totalmente a color, las filmaciones  concluyeron el 21 de septiembre de 1972, sin embargo fue una productora de cine la encargada de la postproducción del documental. Fue el 15 de octubre del mismo año cuando el documental se transmitió en las pantallas de televisión venezolana, sin embargo no era común en Venezuela tener televisión a color por lo que el documental se emitió en pantallas colocadas en hoteles selectos.